# Rigmor Palmroth
Rigmor Elisabeth Palmroth, född 3 juni 1903 i Viborg, död 13 mars 1982 i Helsingfors, var en finländsk skolledare.
Palmroth, som var dotter till vicehäradshövding Georg Robert Emil Palmroth och Karin Elisabeth af Björksten, blev student 1921, filosofie kandidat 1928 och filosofie magister 1930. Hon var lärare i tyska och franska vid Svenska flickskolan i Åbo 1932–1936, äldre lektor i samma ämnen vid Vasa svenska lyceum 1936–1954, vid Svenska flicklyceet i Helsingfors från 1954 och skolans rektor från 1958 till 1966.